# 26252 Chase
26252 Chase este o planetă minoră (asteroid), cu un diametru de 2,684 km, din centura de asteroizi. A fost descoperită pe 27 august 1998 la Stația Anderson Mesa de Lowell Observatory Near-Earth-Object Search. 
Obiectul prezintă o orbită caracterizată de o semiaxă mare de 2,2197641 UAi, o excentricitate de 0,21, o înclinație de 5,4013 ° în raport cu ecliptica.